# Christopher P. McKay
Christopher P. McKay (California, 1954) es un científico planetario estadounidense del Centro de Investigación Ames de la NASA que estudia las atmósferas planetarias, la astrobiología y la terraformación. McKay se licenció en Física en la Universidad Atlántica de Florida, donde también estudió Ingeniería Mecánica, graduándose en 1975. Obtuvo su doctorado en Astrogeofísica en la Universidad de Colorado en 1982.

## Biografía
McKay ha investigado sobre las atmósferas planetarias, en particular la del satélite Titán y la de Marte, y sobre el origen y la evolución de la vida. Es coinvestigador de la sonda Huygens, del módulo de aterrizaje Phoenix Mars y del Mars Science Laboratory. También ha realizado investigaciones de campo sobre extremófilos, en lugares como el Valle de la Muerte, el desierto de Atacama, la isla Axel Heiberg y los lagos cubiertos de hielo de la Antártida. McKay es el investigador principal de la misión astrobiológica Icebreaker Life propuesta para Marte. En 2015 recibió la Medalla de Nevada.
Fue miembro de la junta directiva de la Sociedad Planetaria y también colabora con la Sociedad de Marte; ha escrito y ha dado conferencias sobre la exploración espacial y la terraformación y es asesor del Foro Microbes Mind.
McKay defiende una posición moderadamente biocéntrica en la ética de la terraformación, argumentando que debemos explorar a fondo un planeta como Marte primero para descubrir si hay alguna vida microbiana antes de dar los primeros pasos hacia la terraformación, y que si se encuentra vida alienígena indígena en un nicho oscuro o latente en Marte, deberíamos eliminar toda la vida terrestre y alterar Marte para apoyar la propagación global de esta vida alienígena en Marte. Ha mantenido una serie de debates públicos con Robert Zubrin, que defiende una posición moderadamente antropocéntrica sobre la ética de la terraformación.
El asteroide (5382) McKay descubierto por  Robert H. McNaught en 1991, lleva el nombre en su honor.